# هلجرد
هلجرد هي قرية في مقاطعة كرج، إيران. عدد سكان هذه القرية هو 31 في سنة 2006.